# Савиничский сельсовет (Климовичский район)
Савиничский сельсовет (белор. Савініцкі сельсавет) — упразднённая административная единица на территории Климовичского района Могилёвской области Белоруссии. Территория сельсовета находится в зоне отселения после аварии на ЧАЭС. Образован в 1965 году, упразднён в 1994 году.

## Состав
Включал 14 населённых пунктов:
- Александровка — деревня.
- Будище — деревня.
- Горки — деревня.
- Городешеня 1 — деревня.
- Городешеня 2 — деревня.
- Деряжня — деревня.
- Замошанье — деревня.
- Кислядь — деревня.
- Кончары — деревня.
- Кошановка — деревня.
- Савиничи — деревня, центр сельсовета.
- Студенец — деревня.
- Титовка — деревня.
- Шишковка — деревня.